# Ligne de tramway de Cogolin à Saint-Tropez
La ligne de Cogolin à Saint-Tropez est une ancienne ligne de tramway à écartement métrique qui reliait Cogolin à Saint-Tropez entre 1894 et 1949.

## Histoire

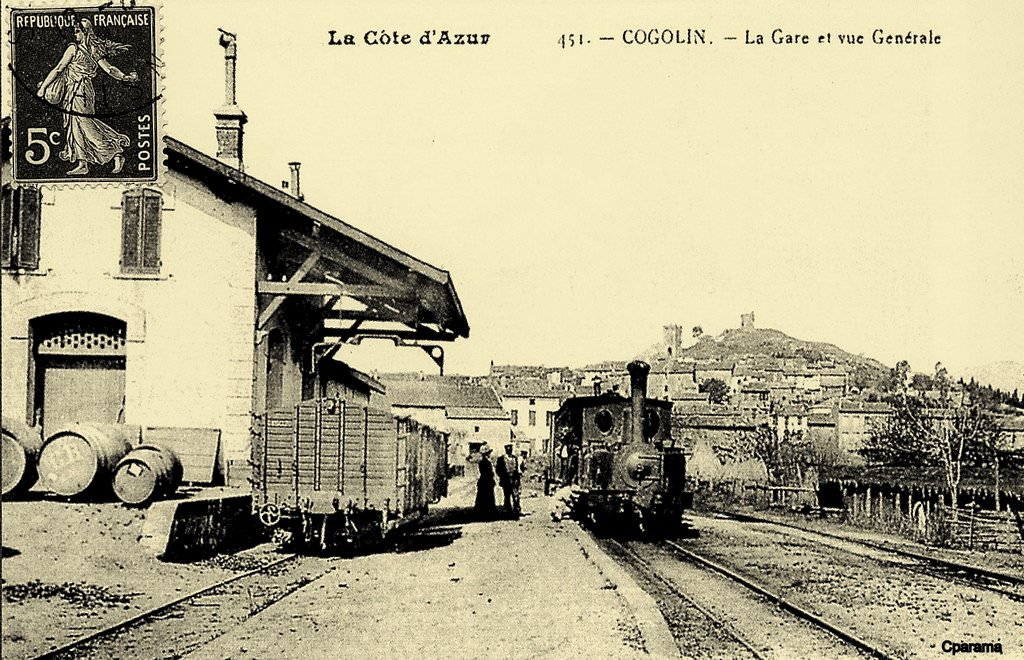
La gare de Cogolin.

La gare de Cogolin La Foux (d'abord dénommée Cogolin-St-Tropez) étant située à mi-chemin entre ces deux communes. Une ligne de tramway fut construite depuis la ligne principale vers ces deux localités. Le tracé suivait celui de la route nationale 98 et de la RN 98A sur la totalité de son parcours, soit 9 kilomètres.
Elle fut ouverte à l’exploitation le 1er juillet 1894. Cette ligne fut immédiatement la plus rentable de toutes les lignes de la compagnie.
La convention précitée du 27 novembre 1908 concède à la Compagnie des chemins de fer du Sud de la France deux prolongements successifs de la ligne. Le premier est une ligne « de Cogolin à La Garde-Freinet », et le second un tronçon « de La Garde-Freinet au Luc, en prolongement de la ligne de Cogolin à La Garde-Freinet ». La convention est approuvée par une loi déclarant ces lignes d'utilité publique, à titre d'intérêt local, le 16 avril 1909. Le prolongement vers la Garde-Freinet est mis en chantier juste avant la Première Guerre mondiale. Il reste inachevé et est abandonné en 1921.
La ligne fut déclarée officiellement fermée en même temps que la ligne du littoral le 14 mai 1948, mais elle continua à fonctionner pour le transport des ouvriers de l’usine des torpilles de La Foux à Gassin jusqu’au 4 juin 1949, avec un dernier autorail à bout de souffle.

## Infrastructure

### Stations
- Cogolin
- Cogolin La Foux
- Saint-Tropez

## Matériel roulant

### Automotrices thermiques
Automotrices Brissonneau et Lotz